# K2-72
K2-72 ist ein Roter Zwerg, der 227,7 Lichtjahre von der Erde entfernt ist und sich im Sternbild Wassermann befindet. Den Stern umkreisen vier Planeten, die alle kleiner sind als die Erde sind, zwei davon – K2-72e und K2-72c – befinden sich in der habitablen Zone.

## Benennungen und Geschichte
K2-72 wird unter der 2MASS-Bezeichnung J22182923-0936444 geführt.
Der Stern wurde durch die Kepler-Mission der NASA entdeckt, eine Mission um extrasolare Planeten zu finden. Gefunden wurde K2-72 mit Hilfe der Transitmethode, bei welcher der Grad der Abdunkelung, welcher ein Planet verursacht, wenn er sich vor seinem Stern befindet, gemessen wird. Durch das Licht, das auf den Planeten scheint, womit die Planeten gefunden wurden, fand man auch den Stern selber.
K2-72 ist der zweiundsiebzigste Stern der im Rahmen der K2-Mission von Kepler entdeckt wurde. Die Bezeichnungen b, c, d, und e gehen auf Reihenfolge der Entdeckung zurück. Die Bezeichnung von b wird dem Planeten gegeben, der nach dem Stern gefunden wird und e wird dem Letzten gegeben.

## Eigenschaften des Sterns
K2-72 ist ein M-Typ-Stern welcher 21 % von der Masse und 23 % des Radius der Sonne besitzt. Er hat eine Temperatur von 3497 K (3224 °C) und sein Alter ist unbekannt. Die Sonne ist etwa 4,6 Milliarden Jahre alt und hat eine Oberflächentemperatur von 5778 K (5500 °C). Die scheinbare Helligkeit von K2-72 ist unbekannt.

## Planetensystem
Der Stern hat in seinem System vier Planeten, zwei davon befinden sich in der habitablen Zone. Diese heißen K2-72e und K2-72c. Alle sind kleiner als die Erde.
| Planeten im System | Masse | Halbachse (AU) | Umlaufzeit (Tage) | Exzentrizität | Neigung | Radius       |
| ------------------ | ----- | -------------- | ----------------- | ------------- | ------- | ------------ |
| K2-72b             | —     | 0.037          | 5.5774            | —             | —       | 0.75±0.20 R⊕ |
| K2-72d             | —     | 0.046          | 7.76              | —             | —       | 0.76±0.20 R⊕ |
| K2-72c             | —     | 0.0722         | 15.1871           | —             | —       | 0.86±0.22 R⊕ |
| K2-72e             | —     | 0.098          | 24.1669           | —             | —       | 0.82±0.22 R⊕ |